# Bad Reputation (álbum de Joan Jett)
Bad Reputation es el primer álbum de estudio de Joan Jett. Al contrario de su primer álbum de estudio Joan Jett que fue lanzado como sello independiente este fue lanzado bajo la discografía Boardwalk. El álbum fue remasterizado en 1999 con varios bonus tracks. Tiene la misma portada que el álbum anterior.

## Lista de canciones
1. "Bad Reputation" (Jett, Ritchie Cordell, Kenny Laguna, Marty Joe Kupersmith)
2. "Make Believe" (Joey Levine, Bo Gentry)
3. "You Don't Know What You've Got" (Jett, Ritchie Cordell, Kenny Laguna)
4. "You Don't Own Me" (John Madara, Dave White Tricker)
5. "Too Bad On Your Birthday" (Charlie Karp, Arthur Resnick)
6. "Do You Wanna Touch Me (Oh Yeah)" (Gary Glitter, Mike Leander)
7. "Let Me Go" (Jett, Ritchie Cordell, Kenny Laguna)
8. "Doing All Right With The Boys" (Gary Glitter, Mike Leander)
9. "Shout" (O'Kelly Isley, Rudolph Isley)
10. "Jezebel" (Jett, Kenny Laguna)
11. "Don't Abuse Me" (Jett)
12. "Wooly Bully" (Domingo Samudio)

### Bonus tracks 1999
1. "Call Me Lightning" (Pete Townshend)
2. "Hanky Panky" (Ellie Greenwich, Jeff Barry)
3. "Summertime Blues" (Eddie Cochran)
4. "What Can I Do For You?" (John Madara, Dave White Tricker)

- Datos: Q745962